# Brunnenthal
Brunnenthal è un comune austriaco di 2 073 abitanti nel distretto di Schärding, in Alta Austria.